# Krottenbachstraße (Wien)
Die Krottenbachstraße ist eine Straße im 19. Wiener Gemeindebezirk Döbling. Sie stellt die Hauptverbindung von Oberdöbling zu den Heurigenorten Salmannsdorf und Neustift am Walde her. Sie hieß daher bis 1894 Neustiftgasse. Der heutige Name bezieht sich auf den seit 1908 eingewölbten Krottenbach, dessen Tal die Straße folgt.
Sie zweigt in rechtem Winkel von der Billrothstraße ab und führt zunächst in annähernd westlicher, später nordwestlicher Richtung zum Ortsrand von Neustift am Walde, wo von der Rathstraße (nach Neustift am Walde und Salmannsdorf) die Agnesgasse (nach Sievering) abzweigt. Dabei durchquert sie zunächst Oberdöbling und bildet dann die Grenze zwischen Unter- und Obersievering im Norden sowie Währing, Pötzleinsdorf und Neustift am Walde im Süden der Straße.

## Straßengeschichte

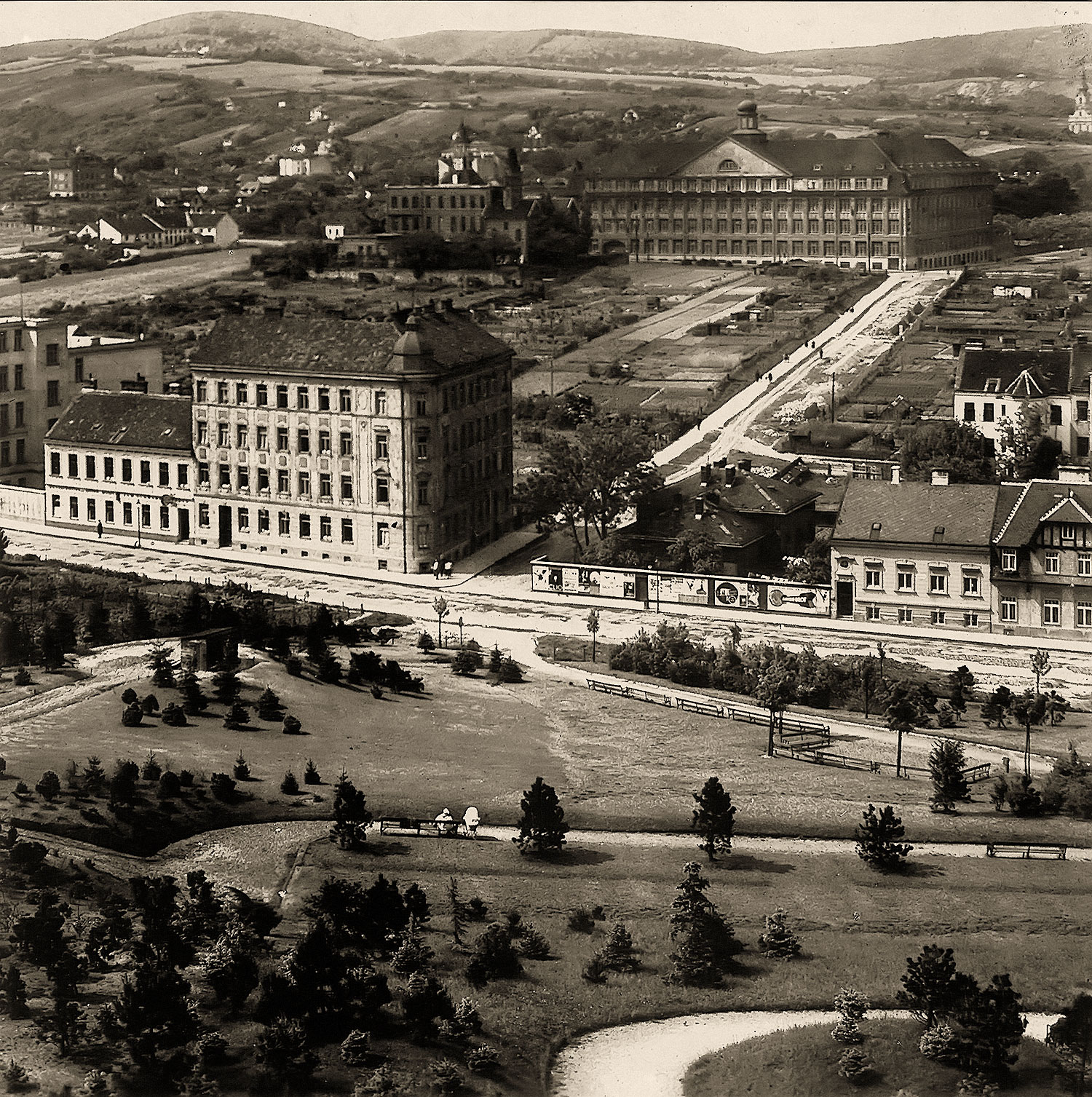
Hugo Wolf Park, um 1920

Die Straße hatte anfänglich wenig Bedeutung, da sie vor dem Ortseingang von Neustift am Walde endete und die anschließende Rathstraße für den Verkehr nicht ausgebaut war. Es gab kaum Besiedlung, die im Krottenbachtal gelegenen Siedlungen Chlaitzing und Rohrigenwiesen existierten schon seit dem Mittelalter nicht mehr. Salmannsdorf und Neustift wurden von Pötzleinsdorf aus erschlossen.
Von wenigen biedermeierlichen Häusern abgesehen setzte die Bebauung der Krottenbachstraße daher erst Ende des 19. Jahrhunderts und Anfang des 20. Jahrhunderts ein. Aus dieser Zeit stammen auch etliche Fabriksgebäude an der Straße, zum Beispiel der Danubia AG für Gaswerks-, Beleuchtungs- und Meßapparate, die vor einigen Jahren für eine Wohnhausanlage abgerissen wurde. Hauptsächlich ist sie aber durch Wohnbauten aus der Nachkriegszeit gekennzeichnet. Teilweise gibt es aber heute noch Schrebergärten und Weingärten.
Ende des 19. Jahrhunderts wurde der Krottenbach kanalisiert, da es immer wieder schwere Überschwemmungen gab und der Bach selbst zu einem Unratkanal verkommen war. Anfang des 20. Jahrhunderts konnte dadurch auch erstmals der heutige Straßenverlauf im Tal zwischen Strehlgasse und Agnesgasse hergestellt werden und weiters die Rathstraße ausgebaut werden. Dadurch nahm die Bedeutung der Krottenbachstraße rapide zu (bisher war eine Verbindung von Döbling nach Neustift nur über den Hang via Strehlgasse und den Straßenzug Neustift am Walde möglich) und sie löste die steigungsreiche Straße von Pötzleinsdorf als Hauptverkehrsader nach Neustift und Salmannsdorf ab. Dies führte letztendlich auch dazu, dass diese beiden Orte 1938 von Währing abgetrennt und zu einem Teil Döblings wurden.

## Bauwerke
- Bezirksgericht Döbling: Dieses Gebäude auf dem so genannten Hirschenbergl wurde ursprünglich als Privatvilla für den Bankier Adam Adalbert von Henikstein auf einem 1784 geerbten Grundstück  errichtet. Der Arzt Bruno Görgen richtete hier 1831 eine psychiatrische Klinik, damals noch „Irrenanstalt“ genannt ein. Im Ersten Weltkrieg diente das Gebäude als Lazarett. Seit 1991 befindet sich das Bezirksgericht hier. Das Haus hat seinen Haupteingang allerdings in der Obersteinergasse und ist von der Krottenbachstraße schwer zu sehen.
- Haltestelle Wien Krottenbachstraße der Vorortelinie: Wegen der spärlichen Besiedlung gab es hier ursprünglich keine Station. Die zunehmende Bebauung führte aber dazu, dass anlässlich der Neueröffnung im Jahr 1987 eine Station errichtet wurde. Die Architekten Alois Machatschek und Wilfried Schermann orientierten sich dabei an der Konzeption Otto Wagners.
- Glanzinger Pfarrkirche: 1969 bis 1970 von Josef Lackner errichtet.
- Siedlung Glanzing: Diese Genossenschaftssiedlung wurde 1921 von Angestellten der städtischen Elektrizitätswerke unter dem Namen Alt-Glanzing gegründet, wodurch der Name von Chlaitzing wieder auflebte. Sie wurde nach Plänen der Architekten Hugo Mayer und Albert Tichy vom Wiener Stadtbauamt mit 158 Parzellen angelegt. Der erste Bebauungsplan soll von Adolf Loos stammen, ist aber verschollen. Im Auftrag der Genossenschaft Altmannsdorf-Hetzendorf erweiterte Hugo Mayer die Siedlung 1923 um 108 Parzellen.
- Öllerer-Kreuz: Dieser Bildstock kennzeichnete die alte Gemeindegrenzen zwischen Neustift und Pötzleinsdorf. Er enthält eine Madonnenfigur und Votivbilder.

## Parkanlagen
- Fellingerpark: Diese Grünanlage am Hirschenbergl wurde 1986 angelegt und 2001 nach dem Arzt Karl Fellinger benannt.
- Hugo-Wolf-Park: Der Park wurde 1924 auf dem Steilhang einer ehemaligen Sandgrube errichtet, wobei auch ein Kinderfreibad angelegt wurde. Bis 1953 hieß er Hartäckerpark, dann wurde er nach dem Komponisten Hugo Wolf benannt. 1930 wurde hier von Franz Waldmüller die Bronzeplastik Brüderlein und Schwesterlein geschaffen.

## Verkehr

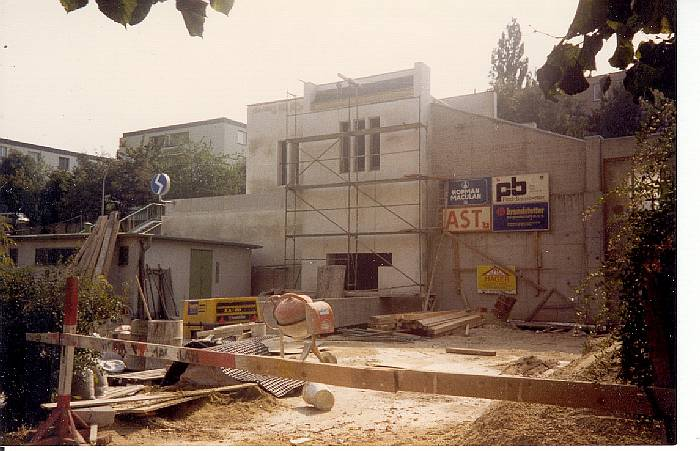
Die neu errichtete Haltestelle war 1987 bei der Wiedereröffnung der Vorortelinie noch nicht fertiggestellt.

Im Straßenverkehr dient die Krottenbachstraße neben ihrer Erschließungsfunktion auch als wichtige Zufahrt zur Wiener Höhenstraße.
Schon 1899 wurde hier eine Straßenbahnlinie konzessioniert, doch wurde diese aus finanziellen Gründen niemals errichtet, obwohl es im Gemeinderat mehrfach eindringliche Forderungen danach gab. Bei Ausfällen der Gleislosen Bahn Pötzleinsdorf–Salmannsdorf gab es hier aber öfters Autobus-Ersatzverkehre. Am 30. Januar 1928 nahm die Gemeinde Wien aber endgültig eine Autobuslinie durch die Krottenbachstraße in Betrieb. Diese Linie war die erste periphere Autobuslinie der Gemeinde (nach kurzlebigen Versuchen zu Anfang des Jahrhunderts) und wurde vorläufig ohne Liniensignal betrieben. Am 17. Oktober 1935 erhielt sie das Signal 20. Im Zweiten Weltkrieg kam es zu Einschränkungen. Da aber wegen der kriegswichtigen Betriebe der Verkehr aufrechterhalten werden musste, entschloss man sich zum Bau einer Obuslinie, die allerdings erst nach dem Krieg am 9. Oktober 1946 mit der Linienbezeichnung 22 den Betrieb aufnehmen konnte. Es war dies die einzige moderne Obuslinie Wiens. Dieser Sonderfall führte auch zur Einstellung am 3. Dezember 1958. Die Ersatzautobuslinie wurde ab 27. März 1961 mit 39A bezeichnet und ab 29. April 1972 in die Autobuslinie 35A einbezogen, die noch heute dort verkehrt.

## Galerie

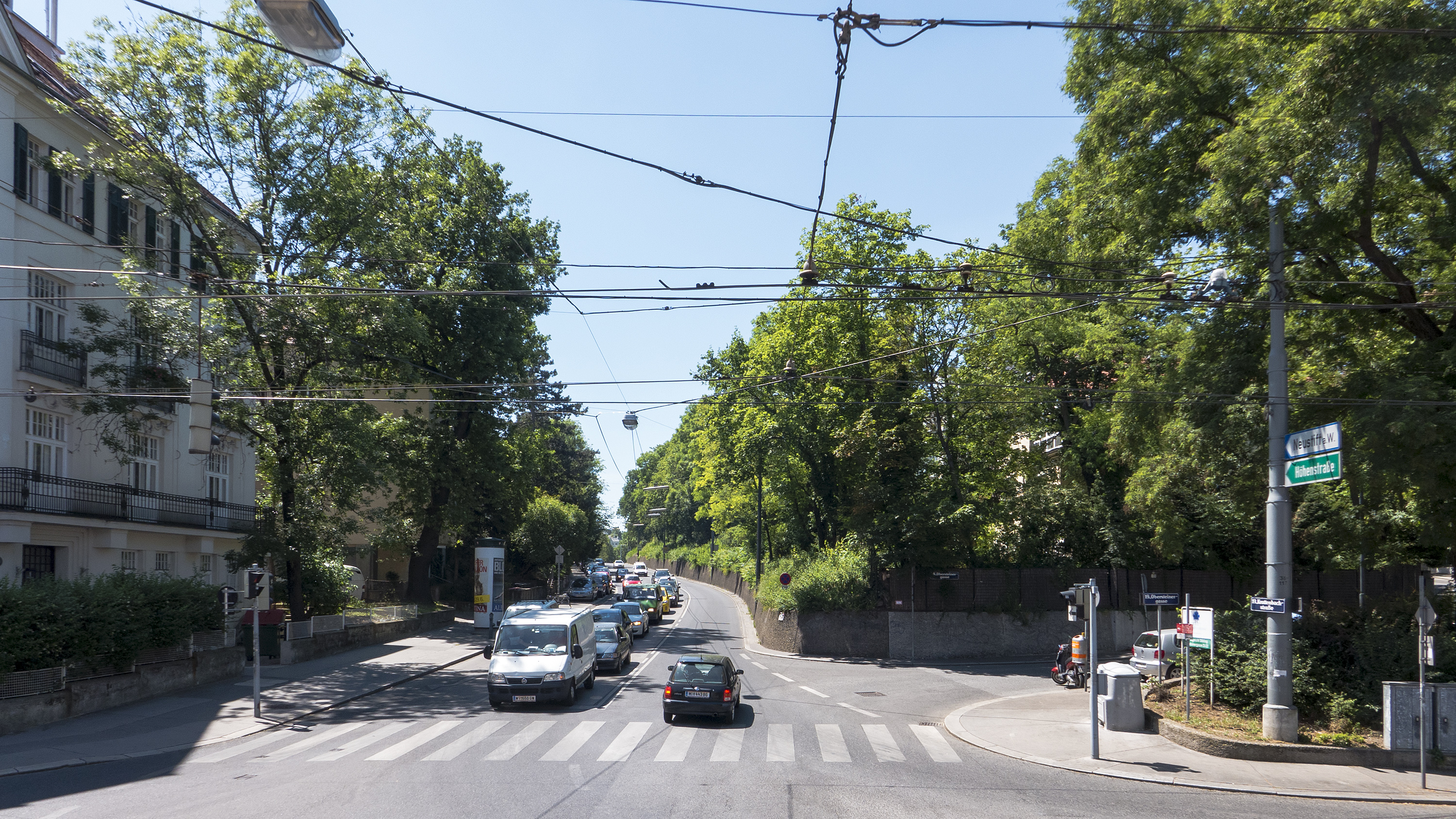
Der Beginn der Straße bei der Bilrothstraße
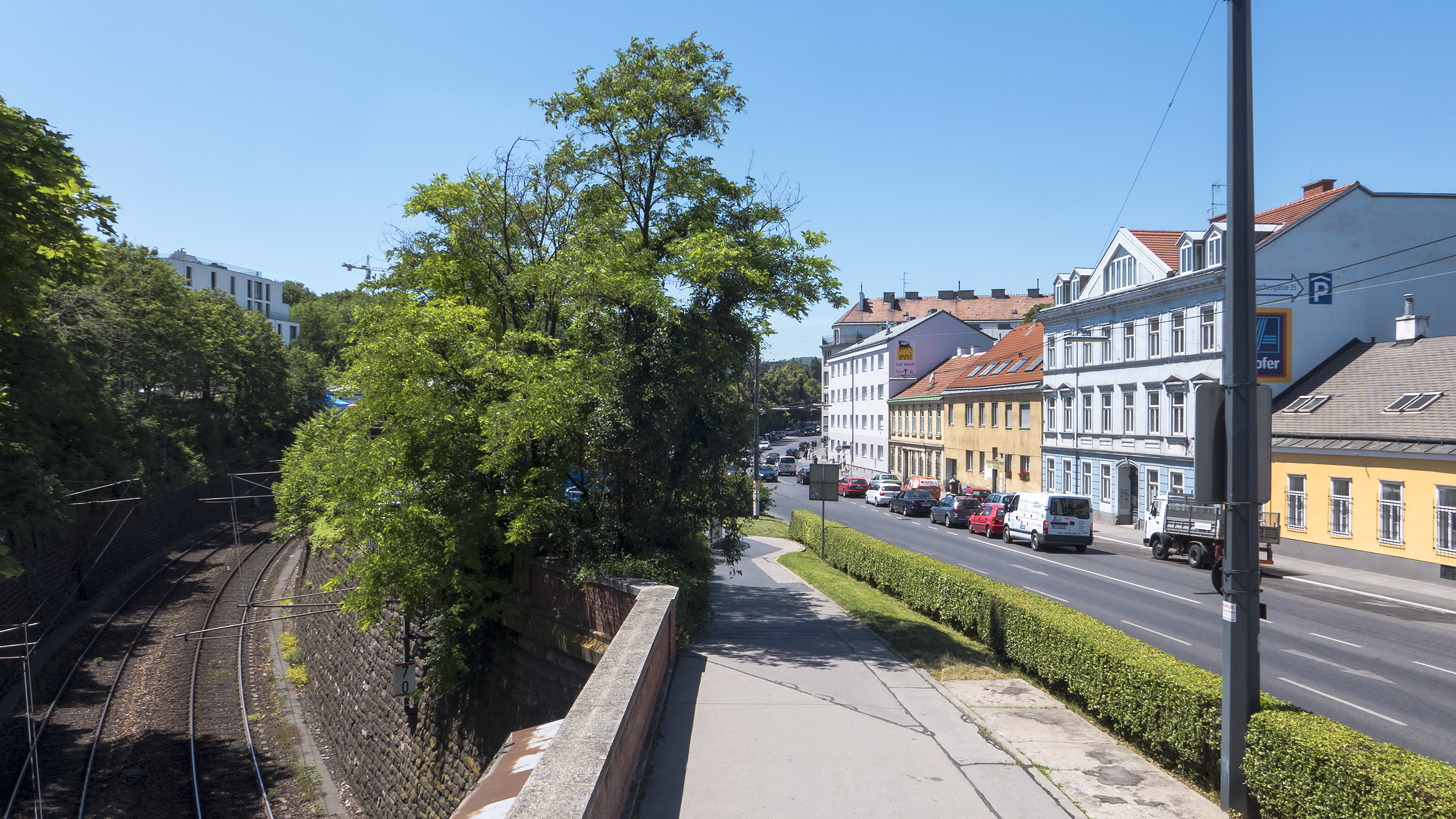
Bei der Unterführung der S-Bahn S45
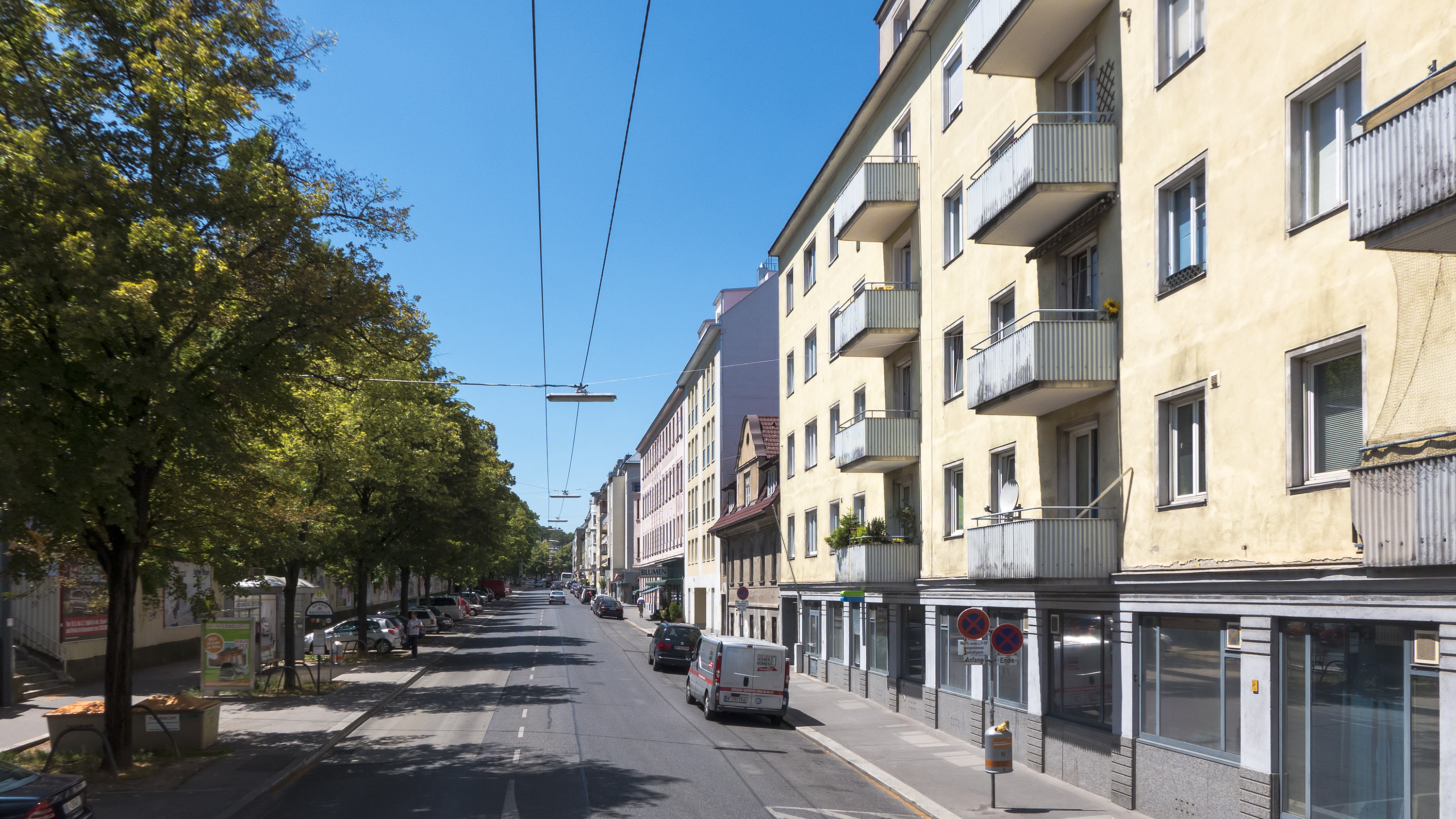
Bei Nr. 46
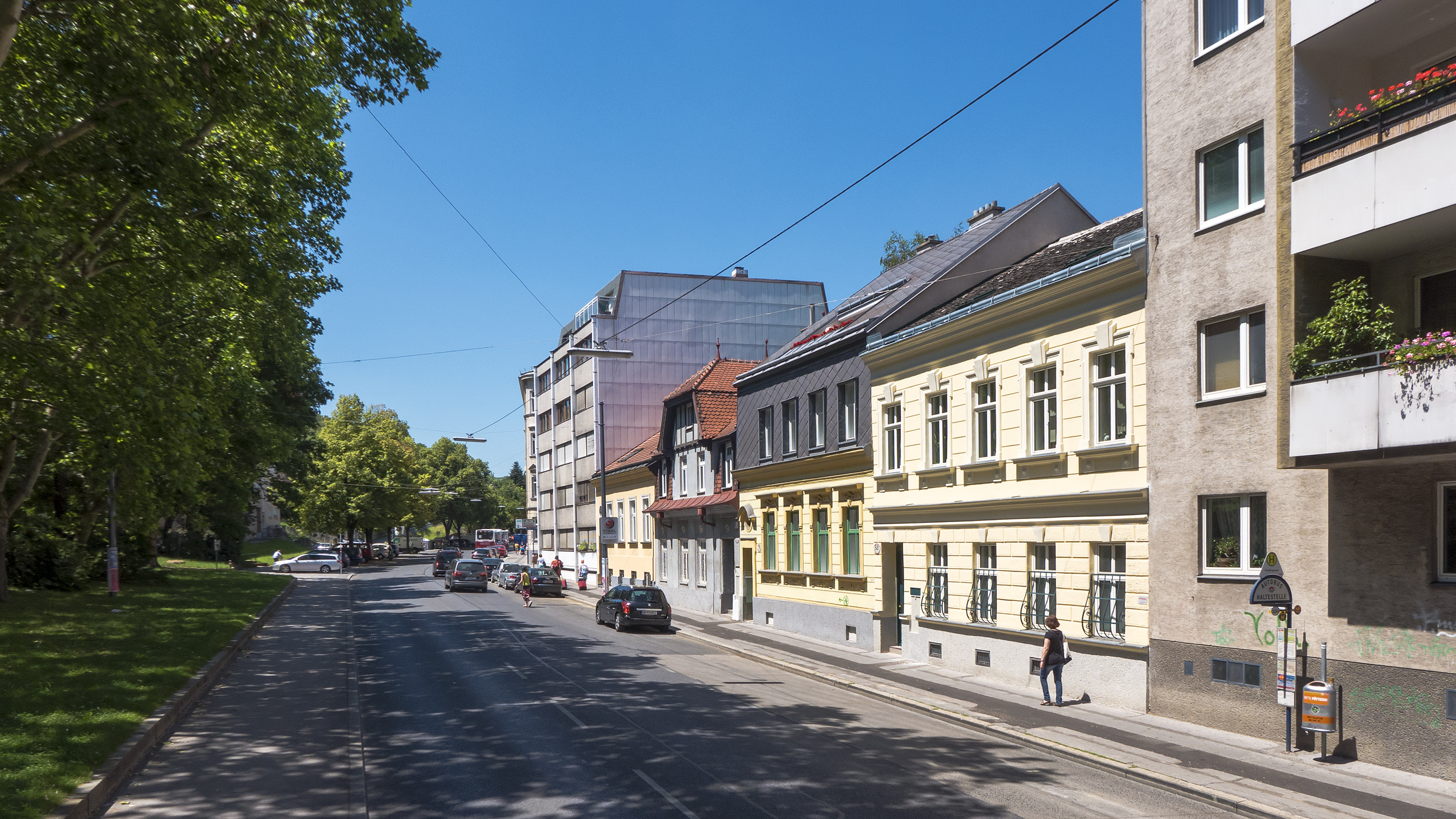
Bei der Rodlergasse, links der Hugo-Wolf-Park
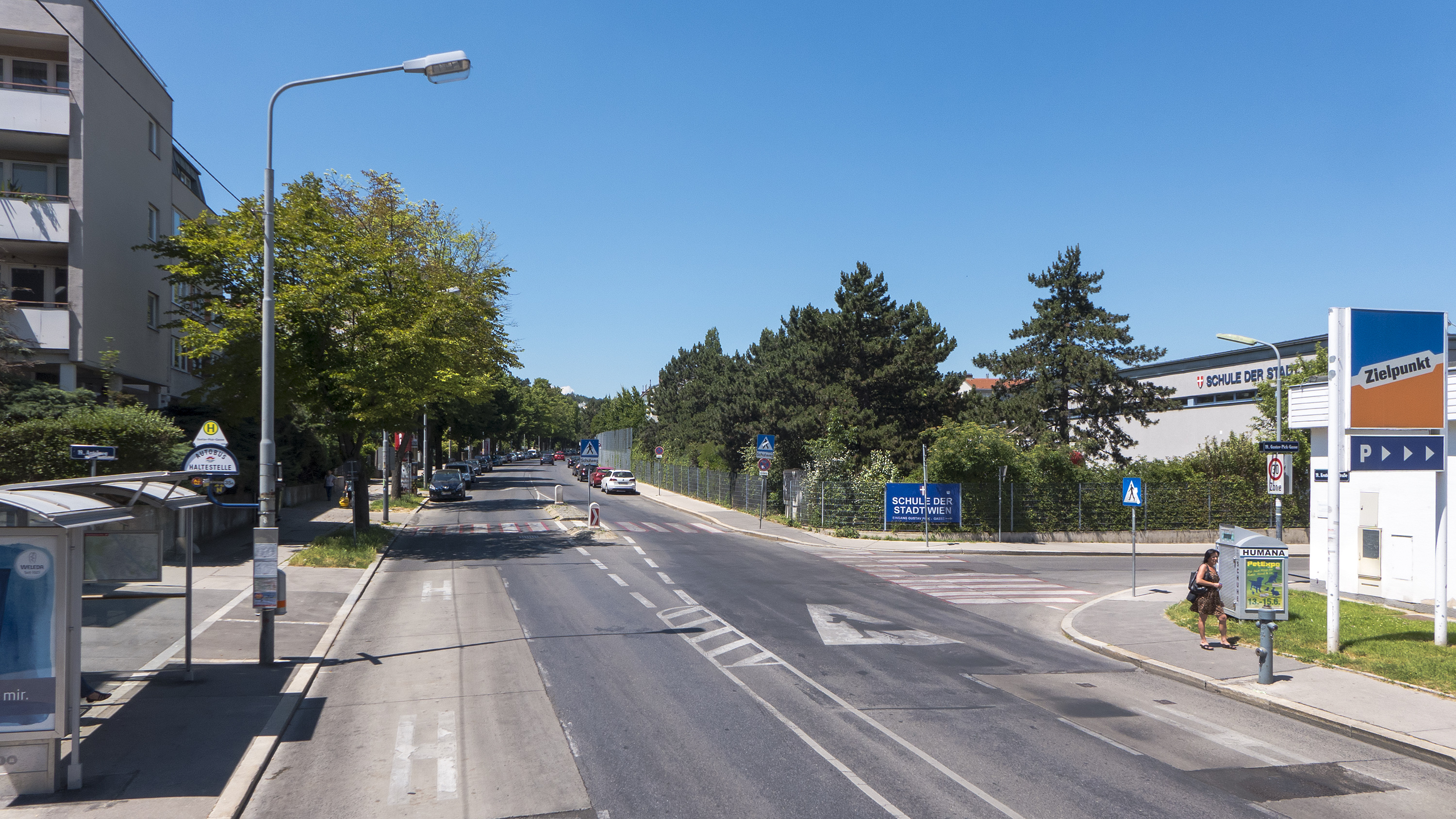
Bei der Gustav-Pick-Gasse
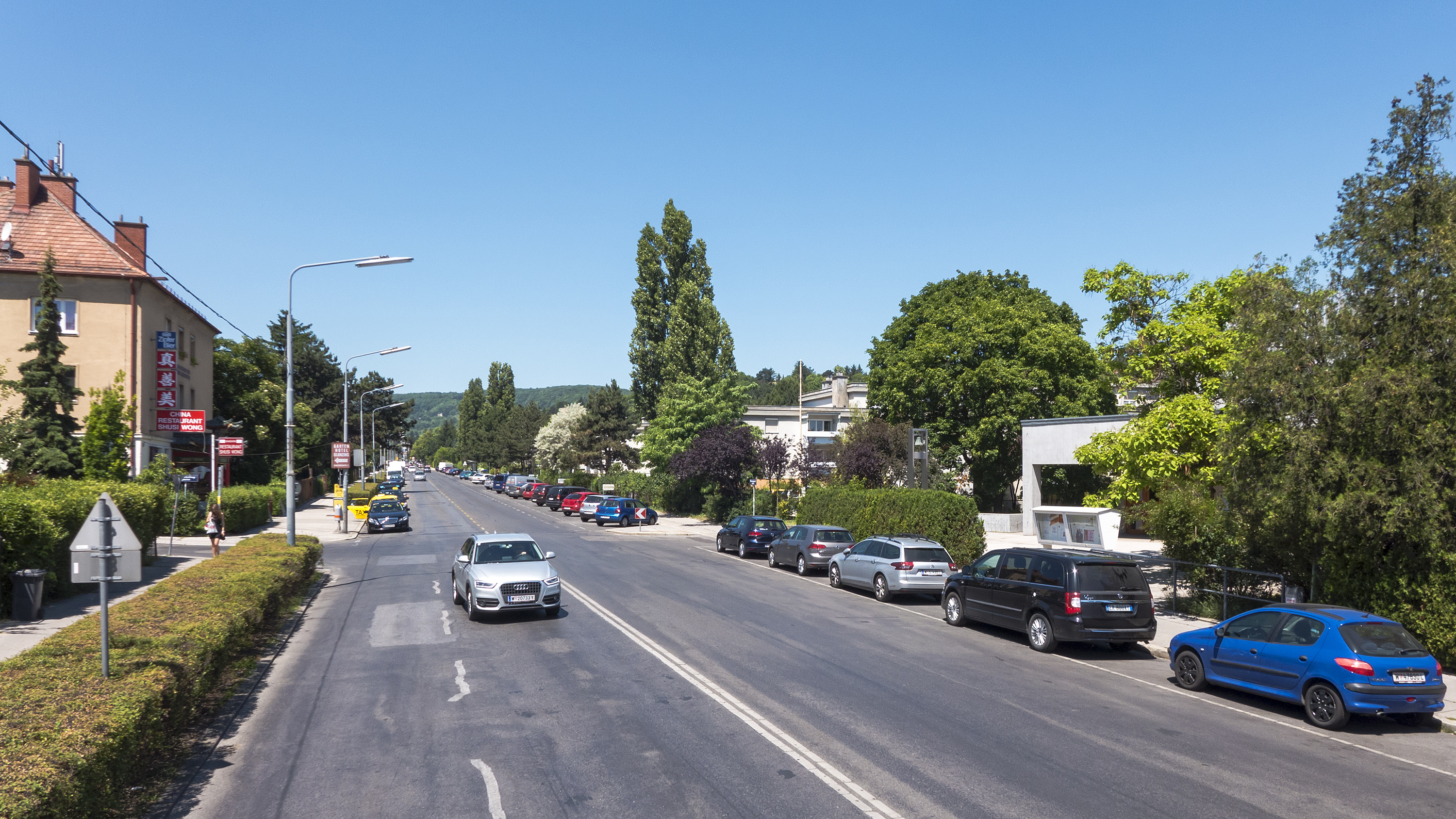
Bei der Siolygasse
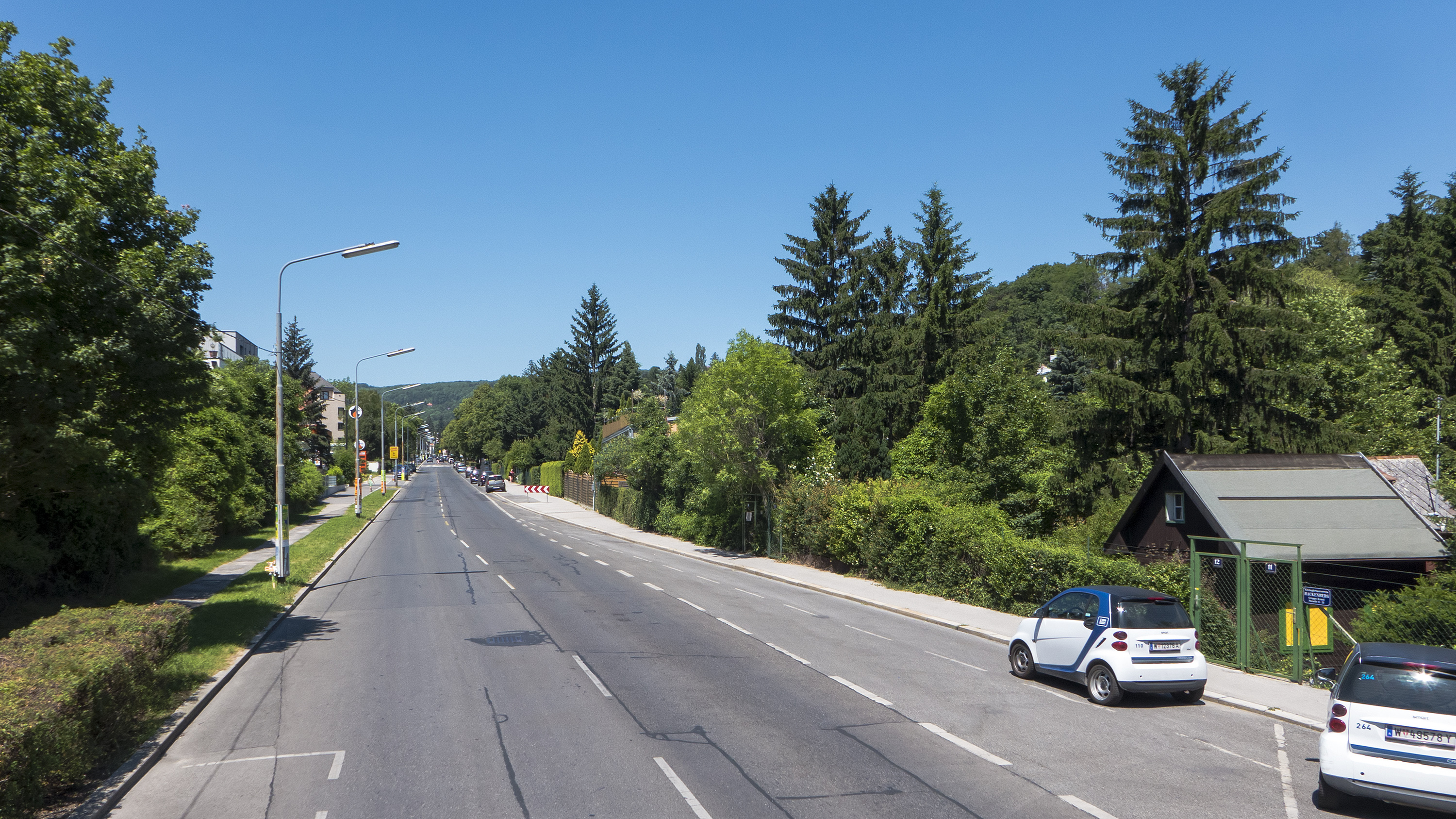
Bei Nr. 223
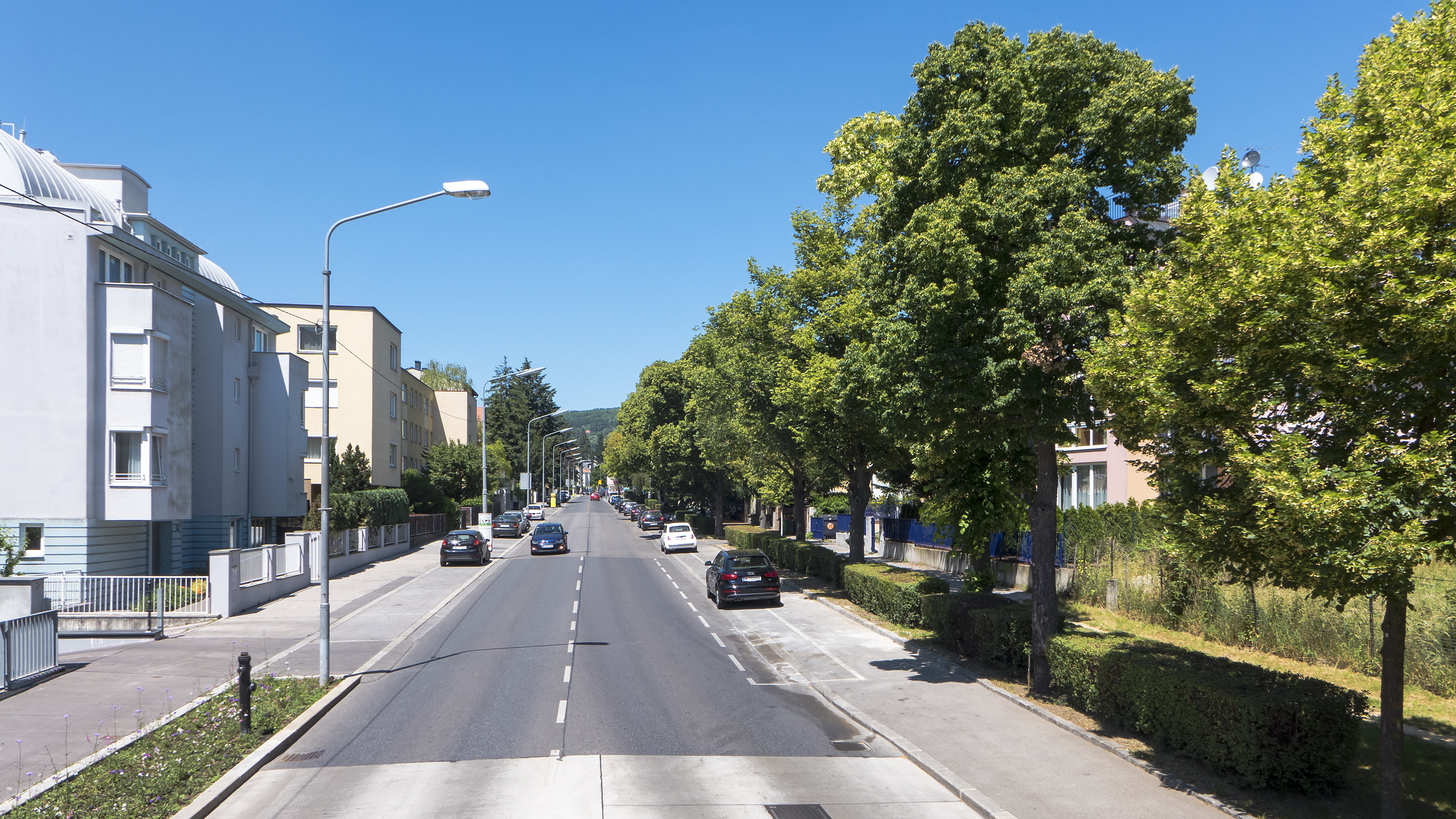
Bei der Strehlgasse
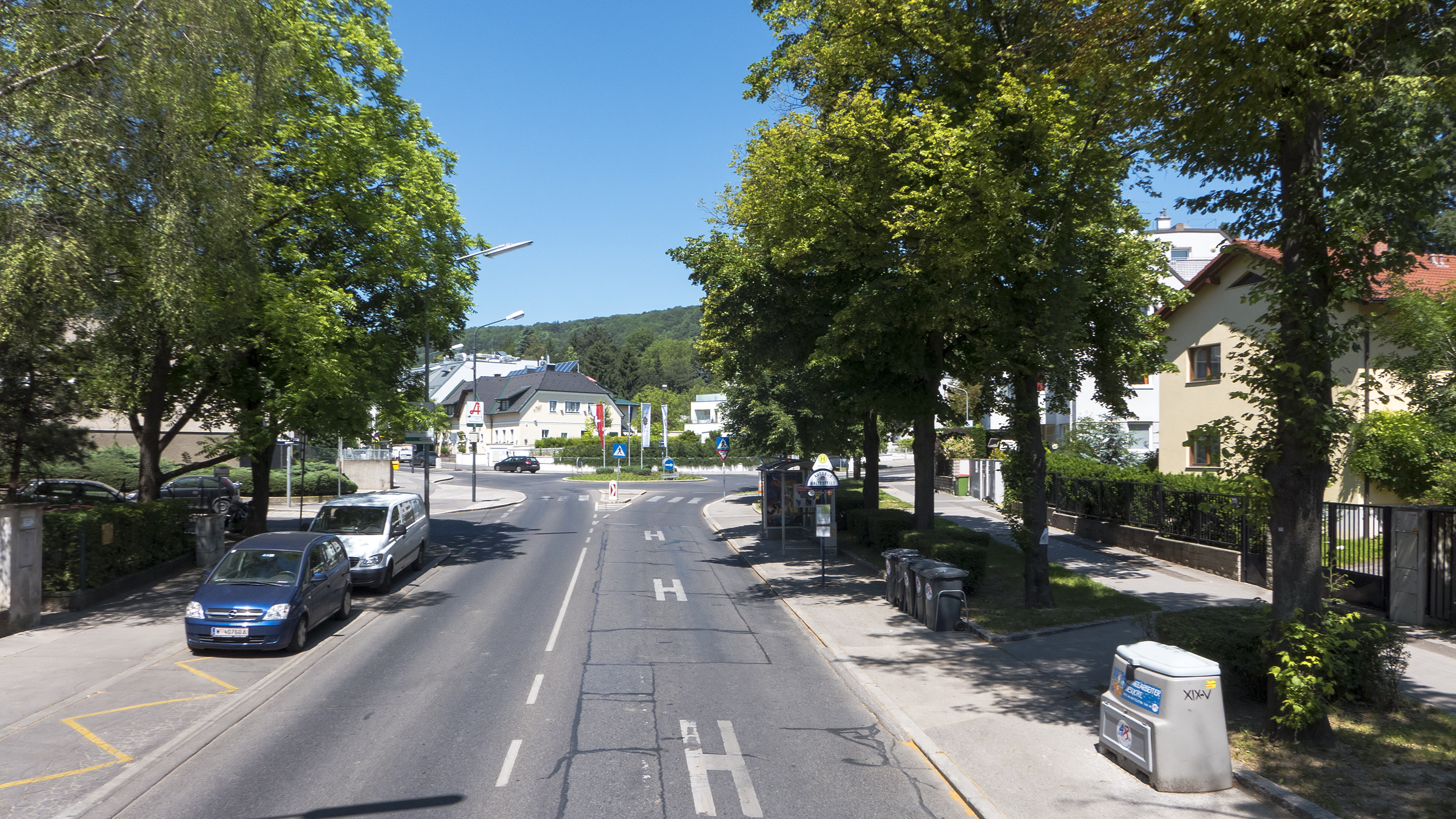
Das Ende der Krottenbachstraße bei der Zuckerkandlgasse